# Bibi Maryam Bakhtiari
سَردار بی بی مَریَم بَختیاری
Bibi Maryam Bakhtiari (persan : بی بی مریم بختیاری), née en 1874 et décédée en 1937 à Ispahan, est l'un des acteurs de la révolution constitutionnelle de 1905 à 1911. Elle est la fille du chef de clan suprême bakhtiari (ilkhani) Hossein Gholi Khan et la sœur du révolutionnaire et chef de la tribu Haft Lang, Sardar Assad et du premier ministre d'Iran Samsam os-Saltaneh.
Elle joua un rôle de commandant militaire de la tribu bakhtiari, lorsque celle-ci s'empara de Téhéran, en 1909, avec l'aide de matériel militaire de l'Empire allemand, afin de forcer le gouvernement central à établir des réformes démocratiques.